# قيس بن محصن
قيس بن محصن بن خالد بن مخلد بن عامر بن زريق الخزرجي الأنصاري، أمه أنيسة بنت قيس بن زيد بن خلدة بن عامر بن زريق. لم يذكر له من الأولاد إلا أم سعد بنت قيس، وأمها خولة بنت الفاكه بن قيس بن مخلد بن عامر بن زريق. شارك في غزوة بدر وأحد، كما شارك في كسر آلهة بني سلمة. فهو أنصاري بدري أحدي. كما أنه كُلف باستخراج السحر الذي سُحر به النبي محمد صلى الله عليه وسلم من قبل لبيد بن الأعصم، بطلب من اليهود الذين كانوا يسكنون المدينة، بعد واقعة صلح الحديبية، مما يعني أنه عاش إلى منتصف السنة السابعة من الهجرة النبوية.

## اسمه ونسبه
قيس بن محصن بن خالد بن مخلد بن عامر بن زريق، الخزرجي الأَنصارِيّ الزرقي، وقيل: إن اسمه: قيس بن حصن.
وأمه أنيسة بنت قيس بن زيد بن خلدة بن عامر بن زريق.

## إخوانه ومؤاخاته
ذكر الواقدي أن مجموعة من أبناء عمومته شاركوا معه في غزوة بدر، وهم: الحارث بن قيس بن خالد بن مخلد، وجبير بن إياس بن خالد بن مخلد، وسعيد بن عثمان بن خالد بن مخلد، ويكنى أبا عبادة، وعقبة بن عثمان بن خالد، وذكوان بن عبد قيس بن خالد ابن مخلد، ولم يذكر له الواقدي ولا غيره شيئًا عن إخوته الأشقاء، وكذا لم يتطرقوا إلى مع من كانت أخوته من المهاجرين.

## زوجاته وأولاده
ذكر ابن سعد أن قيس بن محصن كان له من الولد أم سعد بنت قيس، وأمها خولة بنت الفاكه بن قيس بن مخلد بن عامر بن زريق، كما نصَّ ابن سعد أن له عقبًا في المدينة، فهذا يعني أن له أولادا آخرين.

## سيرته ومناقبه
كان قيس بن محص من الأنصار، الذين قال الله فيهم: {وَٱلَّذِینَ تَبَوَّءُو ٱلدَّارَ وَٱلۡإِیمَـٰنَ مِن قَبۡلِهِمۡ یُحِبُّونَ مَنۡ هَاجَرَ إِلَیۡهِمۡ وَلَا یَجِدُونَ فِی صُدُورِهِمۡ حَاجَةࣰ مِّمَّاۤ أُوتُوا۟ وَیُؤۡثِرُونَ عَلَىٰۤ أَنفُسِهِمۡ وَلَوۡ كَانَ بِهِمۡ خَصَاصَةࣱۚ وَمَن یُوقَ شُحَّ نَفۡسِهِۦ فأو۟لٰۤى ٕكَ هُمُ ٱلۡمُفۡلِحُونَ} [سُورَةُ الحَشۡرِ: ٩].
إلا أننا لا نعرف متى أسلم قيس بن محصن بالتحديد، فلم تذكره كتب التاريخ فيمن بايع النبي محمد صلى الله عليه وسلم في العقبة الأولى ولا في العقبة الثانية، فيحتمل أن إسلام قيس تأخر إلى هجرة النبي صلى الله عليه وسلم إلى المدينة.
لكننا نعلم يقينًا أن إسلامه لم يتأخر عن الهجرة كثيرًا، لأنه كان ممن شارك في غزوة بدر الكبرى، التي كانت في السنة الثانية من الهجرة، وهي المعركة التي قال عنها النبي صلى الله عليه وسلم في قصة حاطب بن أبي بلتعة لما أراد عمر أن يضرب عنقه: (إنه قد شهد بدرًا، وما يدريك لعل الله أن يكون قد اطلع على أهل بدر، فقال: اعملوا ما شئتم فقد غفرت لكم) [صحيح البخاري، البخاري، طبعة دار طوق النجاة، (3007)، وأسد الغابة في تمييز الصحابة، ابن الأثير، دار الكتب العلمية (1/479)].
كما أنه شارك في غزوة أحد التي كانت بعدها بسنة، فهو أنصاري بدري أحدي.
وكذلك شارك في كسر آلهة بني سلمة مع معاذ بن جبل، وعبد الله بن أنيس، وثعلبة بن غنمة.
وكذلك كلفه النبي صلى الله عليه وسلم باستخراج السحر الذي سُحر به، فقد ذكر ابن سعد، عن عمر بن الحكم، أنه قال: لما رجع رسول الله صلى الله عليه وسلم من صلح الحديبية في ذي الحجة ودخل المحرم، جاءت رؤساء يهود الذين بقوا بالمدينة ممن يظهر الإسلام وهو منافق إلى لبيد بن الأعصم اليهودي، وكان حليفًا في بني زريق، وكان ساحرًا، فأقنعوه بأن يسحر النبي محمد صلى الله عليه وسلم على أن جعلوا له ثلاثة دنانير، فعمد إلى مشط وما يمشط من الرأس من الشعر، فعقد فيه عقدًا، وتفل فيه تفلًا، وجعله في جب طلعة ذكر، ثم انتهى به حتى جعله تحت أرعوفة البئر، فوجد رسول الله صلى الله عليه وسلم أمرًا أنكره، حتى يخيل إليه أنه يفعل الشيء ولا يفعله، وأنكر بصره حتى دله الله عليه، فدعا جبير بن إياس الزرقي وقد شهد بدرًا، فدله على موضع في بئر ذروان تحت أرعوفة البئر، فخرج جبير حتى استخرجه... إلى أن قال: ويقال إن الذي استخرج السحر بأمر رسول الله صلى الله عليه وسلم قيس بن محصن الزرقي.

## وفاته
لم تذكر كتب التاريخ موعد وفاته بالتحديد، إلا أنه يمكننا أن نقول: إنه كان حيًّا إلى منتصف السنة السابعة من الهجرة، لأن النبي صلى الله عليه وسلم إنما سُحر بعد عودته من صلح الحديبية، وتلك الواقعة كانت في ذي الحجة من السنة السادسة، واستمرت الحالة المرضية للنبي صلى الله عليه وسلم قرابة ستة أشهر، ثم أُخبر بالسحر ومكانه، وحينها كُلف قيس بن محصن باستخراجه، فهذا يعني أنه كان حيًّا إلى منتصف السنة السابعة، أما بعد ذلك فلا يعرف عنه شيئًا؛ لأن ابن سعد ذكر في ترجمته أنه شارك في بدر وأحد.